# 房子傳
《方子傳》（韓語：방자전），是一部2010年上映的韓國電影。改編自韓國經典故事《春香傳》，由情慾片名導金大佑執導。被稱作韓版《羅密歐與朱麗葉》的《春香傳》原本講述跨越階級、勇往直衝的愛情故事，《方子傳》將其顛覆，夢龍的隨從方子不再是一心向主的忠僕，變身為主人愛情上的第三者，夢龍和春香則是為了自己前途的角色。

## 劇情介紹
正準備進京趕考的李夢龍與其隨從方子兩人住進了妓院春香閣，夢龍對春香一見鍾情，身旁的方子也對其一見傾心。方子儘管知道公子對春香的愛慕，但卻出於被公子賤待的報復心理，搶先對春香表白。
出身卑微的春香，內心懷著有朝一日能高攀權貴、飛上枝頭的夢想，卻選擇投入方子的懷抱。正當倆人沉浸於男歡女愛之際，一舉高中狀元的夢龍介入方子和春香的感情，春香也因此陷入抉擇真愛與榮華富貴的兩難。

## 演員陣容
| 演員   | 角色 |
| 金柱赫 | 方子 |
| 柳承範 | 夢龍 |
| 曹汝貞 | 春香 |
| 柳賢慶 | 香丹 |
| 吳達庶 |      |
| 宋清晨 |      |
| 吳正世 |      |
| 孔炯軫 |      |
| 金成鈴 |      |
| 崔茂聖 |      |
| 文原柱 |      |
| 鄭多惠 |      |
| 李帝勳 |      |

## 外部連結
- NAVER電影 （页面存档备份，存于）
- 互联网电影数据库（IMDb）上《情慾對決》的资料（英文）